# Битва при Кульмье
Битва при Кульмье — одно из ключевых сражений Франко-прусской войны между французскими войсками и прусской армией 9 ноября 1870 года в районе населённого пункта Кульмье, расположенном северо-западнее города Орлеана в департаменте Луаре (регион Центр — Долина Луары, Франция).

## Подготовка
8 ноября около полудня в германских войсках, находившихся под Орлеаном, были получены сведения о наступлении к этому городу Луарской армии, передовые войска которой появились уже у Бардона и Шарсонвиля. 

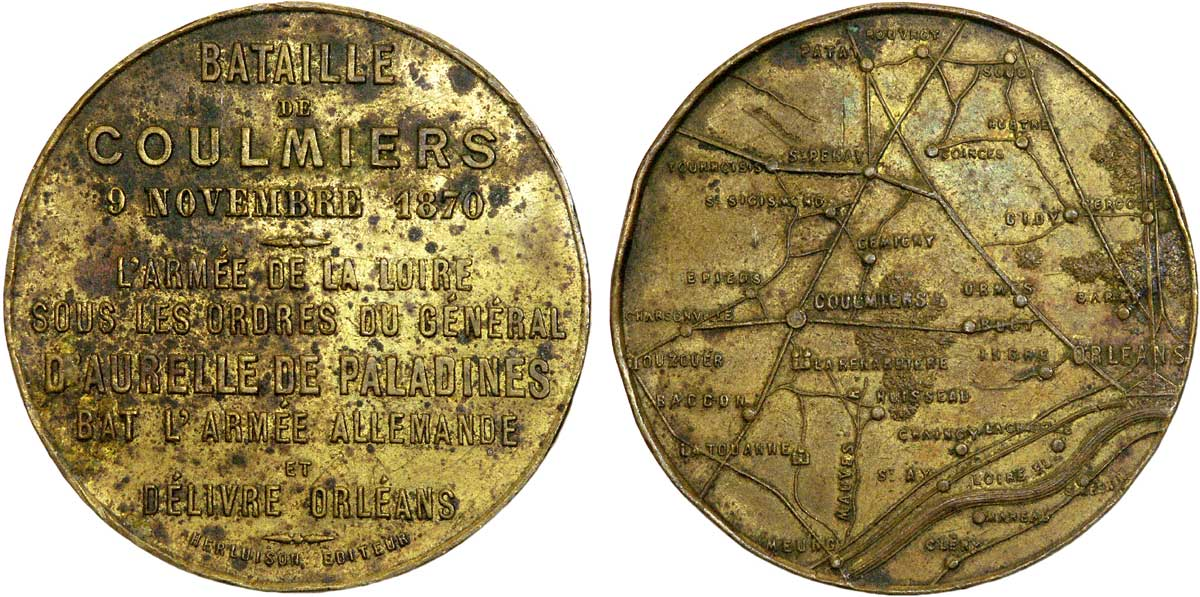
Медаль

Принимать бой под самым Орлеаном было невыгодно, так как обширные предместья города с виноградниками вызывали необходимость разделения и без того малочисленной пехоты и мешали действию других родов войск. Занятие же немцами позиций в некотором расстоянии к западу от города исключало, по свойствам местности, возможность одновременного наступления французов с юга и востока, а в случае неблагоприятного исхода боя, открывало немцам путь отступления на север. На этом основании генерал Людвиг фон дер Танн, командир I баварского корпуса, сосредоточил к утру 9 ноября свои войска около Кульмье: 2-ю пехотную дивизию на линии Розьер — Монпипо с передовыми частями в Кульмье; 1-ю пехотную дивизию — позади у Декюра по обеим сторонам дороги Орм — Кульмье; артиллерийский резерв между Орм и Ле-Бар; 2-ю кавалерийскую дивизию генерал-лейтенанта графа Штольберга, побригадно, у С.-Сигизмунда, Кульмье и Бакона; баварскую кирасирскую бригаду — у С.-Перави (для защиты правого фланга).
Между тем, Луарская армия генерала Луи д’ Орель де Паладина 9 ноября наступала с запада в общем направлении от леса Маршенуар на Орлеан; XV корпус вдоль реки Луары левым крылом на Ла-Ренардьер, XVI и сводно-кавалерийский генерала Рейо — севернее на Кульмье, с целью отрезать немцам, главную массу которых он считал находящимися у Орлеана, путь отступления на север.

## Сражение
По получении известий о наступлении французов, фон дер Танн в 9 часов утра отправил 3-ю бригаду 2-й дивизии на юг, к Префор-Шато и, так как в это время уже начался бой передовых частей у Бакона, 1-ю бригаду 1-й дивизии — к Ренардьеру. Остальные части корпуса собрались в Кульмье и позади него для того, чтобы оттуда ударить в левое крыло французов, если они поведут наступление через ручей Мов. Конница правого крыла получила приказание стянуться к Кульмье. 

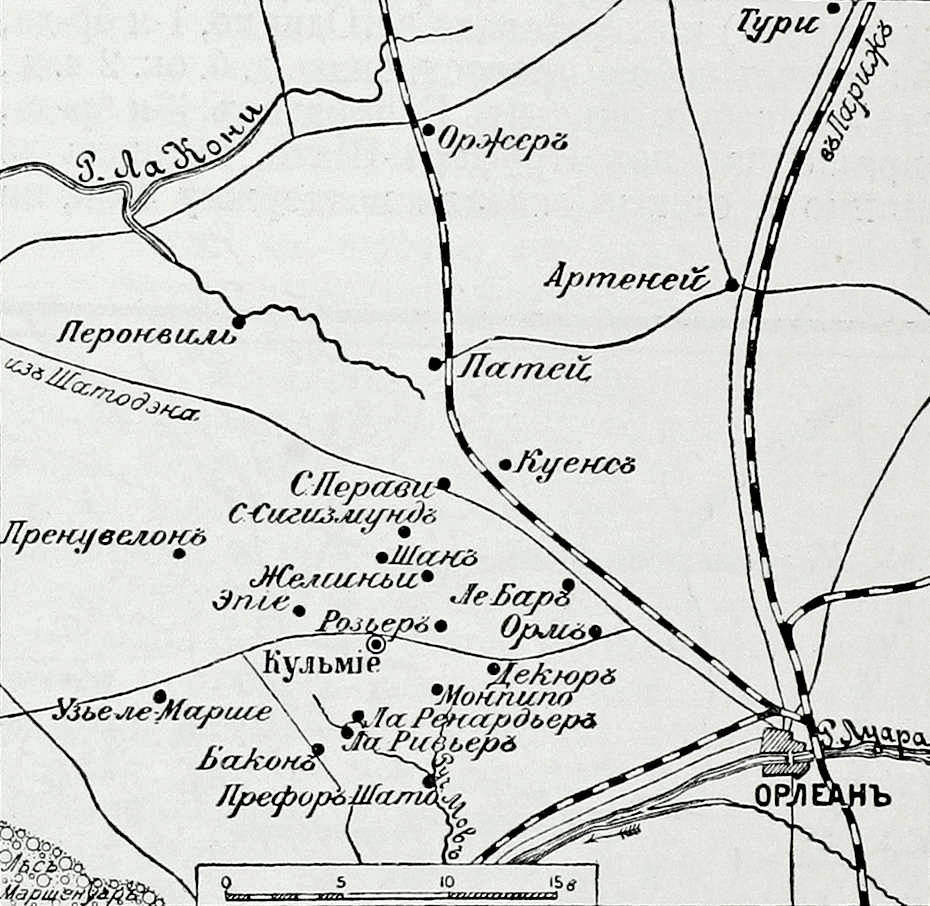
Карта из «Военной энциклопедии»

Когда же затем обнаружилось охватывающее движение значительных сил неприятеля левым крылом севернее дороги Орм — Кульмье — Эпие, Танн приказал 3-й бригаде передвинуться к Ренардьеру, на левый фланг 4-й бригады, и выдвинул из резерва 2-ю бригаду с целью удлинить правое крыло к северу на Шан. Однако, 1 и 4-я бригады были атакованы при Кульмье и Ренардьере частями XV и XVI французских корпусов; поэтому их передвижение из Бакона и Ла-Ривьера сделалось опасным.
Кавалерийский корпус Рейо, двигавшийся на Шан, видимо, имел намерение атаковать значительно слабейшую баварскую кирасирскую бригаду, но после 2-х часовой канонады отступил в западном направлении на Пренувелон.
2-я бригада фон Орфа, прибыв к Шану, вступила в бой с французской бригадой Депланка (дивизии Жорегибери) и сдерживала её. Однако, 1-я бригада, имея перед собою превосходящие силы, около двух часов дня, после трёхчасового боя, очистить Ренардьер; 3-я бригада, возвращенная из Префор-шато, подошла до Монпипо и отсюда оказала поддержку 4-й, на которую наседали французы при Кульмье.
Около 15:00 охватывающее наступление дивизии Барри (XVI корпуса) сдерживалось огнем артиллерии и неоднократными атаками 5-й кавалерийской бригады, но затем, когда бригада д’Ари (XV корпуса) вышла против парка к югу от Кульмье генерал фон дер Танн в 16:00 решил прекратить бой и приказал побригадно с левого фланга отступать в северо-восточном направлении на Артеней. Под прикрытием бригады Орфа, стойко сдерживавшей наступление французов, отошли 4-я бригада от Кульмье через Жеминии и С.-Перави и 1-я бригада от Монпипо в Куенс; 3-я бригада, назначенная в арьергард, прикрывала отступление. Обозы были отправлены ещё накануне ночью и достигли Артенея лишь утром 10 ноября.
Таким образом, Орлеан был потерян немцами. Столь счастливому выходу из-под удара 70 тысячной группировки французов своего 20-тысячного корпуса немцы обязаны нерешительным действиям французов и слабой тактической подготовке их корпусов, сформированных уже во время войны после Седанской катастрофы.

## Итоги
Потери, согласно Военной энциклопедии Сытина (ВЭС), составили: у немцев — 47 офицеров и 736 нижних чинов; французов — 57 и 1543 соответственно. В Немецкой Википедии говорится, что немцы потеряли 1112 солдат и 54 офицеров, а потери французов составили около полутора тысяч человек.
Преследования не было, генерал д'Аруэлль ограничился занятием Орлеана, где укрепившись, ожидал прихода подкреплений. Генерал Л. фон дер Танн отошёл к Тури (в 35 верстах к северу от Орлеана) и расположился там.
Несмотря на призыв Леона Гамбетты развивать успех, Луи д’ Орель де Паладин не желал покидать Орлеан, мотивируя это тем, что войскам нужен отдых.
Хотя считается, что благодаря захвату стратегически важных территорий французы одержали при Кульмье победу над пруссаками, нельзя забывать, что при более чем трёхкратном превосходстве в численности войск французы понесли во время сражения существенно большие потери, чем побежденные. Помимо этого, победа не была использована в полной мере, и в конечном счёте немецкие войска вскоре вновь захватили Орлеан.